# George Barrow
George Barrow (1853 – 1932) è stato un geologo scozzese.

## Biografia
Verso la fine del 1800, viene incaricato di rilevare geologicamente una parte degli Altopiani scozzesi in cui sono presenti varie rocce metamorfiche derivanti da protoliti appartenenti ai sedimenti pelitici.
Barrow, durante questo rilevamento, è il primo a introdurre il concetto di gradiente metamorfico e di minerale indice.
Egli infatti suddivide le rocce rilevate in zone caratterizzate dall'ingresso di un nuovo minerale, rispetto alla paragenesi della zona precedente; in particolare distingue zone a: clorite, biotite, granato, cianite, andalusite e sillimanite.
Il grado metamorfico aumenta sempre di più spostandosi dalla zona a clorite verso quella a sillimanite ed è riferito ad un gradiente di circa 20 °C/km.
La prima concezione di zona metamorfica, pertanto, è l'insieme di varie rocce metamorfiche, che, se di simile composizione chimica, sono costituite da identiche associazioni mineralogiche.  Nel 1915 tale concetto verrà precisato dal geologo finlandese Pentti Eskola, che introdurrà la definizione di facies metamorfica.
È stato insignito della medaglia in onore di William Bolitho da parte della Royal Geological Society of Cornwall nel 1912.